# Жабковский сельсовет (Егорьевский район)
Жабковский сельсовет — упразднённая административно-территориальная единица, существовавшая на территории Московской губернии и Московской области до 1954 года.
Жабковский сельсовет был образован в первые годы советской власти. По данным 1923 года он входил в состав Починковской волости Егорьевского уезда Московской губернии.
16 ноября 1926 года из Жабковского с/с был выделен Бутовский с/с.
По данным 1926 года сельсовет включал деревни Алёшино, Антипино, Бутово, Жабки, Колионово, а также Колионовская больница, Горско-Васильевское лесничество и хутор Хреново.
В 1929 году Жабковский с/с был отнесён к Егорьевскому району Орехово-Зуевского округа Московской области. При этом к нему был присоединён Бутовский с/с, а деревни Антипино и Алёшино (на другом берегу реки Цны оказались в составе соседнего Коробовского района.
14 июня 1954 года Жабковский с/с был упразднён. При этом его территория была передана в Починковский с/с.